# 楠薩奇島
楠薩奇島是百慕達的島嶼，位於大西洋海域，長0.46公里、寬0.1公里，面積0.057平方公里，最高點海拔高度16米，該島是自然保護區的一部分，島上無人居住。

## 外部連結
- about the Living Museum project
- Nonsuch Island homepage

32°20′50″N 64°39′48″W / 32.347183°N 64.663264°W